# Wallowiella
Wallowiella is een geslacht van uitgestorven weekdieren uit de klasse van de Gastropoda (slakken). Exemplaren van dit geslacht zijn slechts als fossiel bekend.

## Soort
- Wallowiella cancellata (Stahl, 1824) †